# Gerhard Schott (oceanograf)
Paul Gerhard Schott, född 15 augusti 1866 i Tschirma i Thüringen, Tyskland, död 15 januari 1961 i Hamburg, var en tysk oceanograf och meteorolog, som blev filosofie doktor 1891 i Berlin, anställdes 1890 vid Deutsche Seewarte i Hamburg, där han 1903 blev föreståndare för avdelningen maritim meteorologi.

## Biografi
Schott studerade geografi och fysik i Jena och Berlin. År 1891 disputerade han under handledning av Ferdinand von Richthofen med avhandlingen Surface Temperatures and Currents of the East Asian Waters. Därefter, finansierat av ett stipendium från det preussiska kulturministeriet och Bremen-rederiet Rickmers, genomförde han en ettårig studieresa till Syd- och Sydostasien på ett segelfartyg. 

## Karriär och vetenskapligt arbete
Från 1893 arbetade Schott vid meteorologiska observatoriet i Potsdam och ett år senare vid Deutsche Seewarte i Hamburg. Där ledde han oceanografiska avdelningen från 1903. Han var initiativtagare till professuren i oceanografi, som grundades 1919 vid universitetet i Hamburg. 
Som deltagare i den tyska djuphavsexpeditionen med "Valdivia" studerade han vattnen i Atlanten, Indiska oceanen och Stilla havet, samt 1902 i en forskningsresa till de västindiska farvattnen.
Schott var medlem i många geografiska samfund och från 1926 också av Leopoldina i geografisektionen. År 1925 valdes han till korrespondernade ledamot av Göttingens vetenskapsakademi.
Schotts son Wolfgang Schott var geolog vid Bundesanstalt für Geowissenschaften und Rohstoffe och var också involverad i djuphavsexpeditioner under 1930-talet.